# Scion

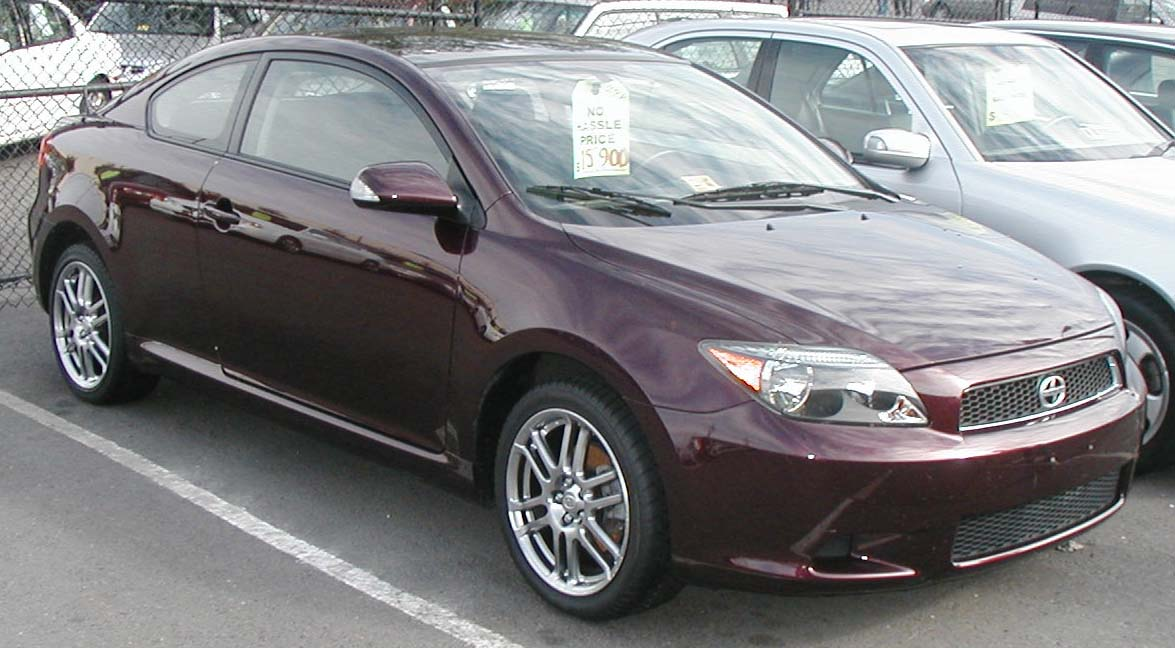
Scion tC uit 2005-2006.

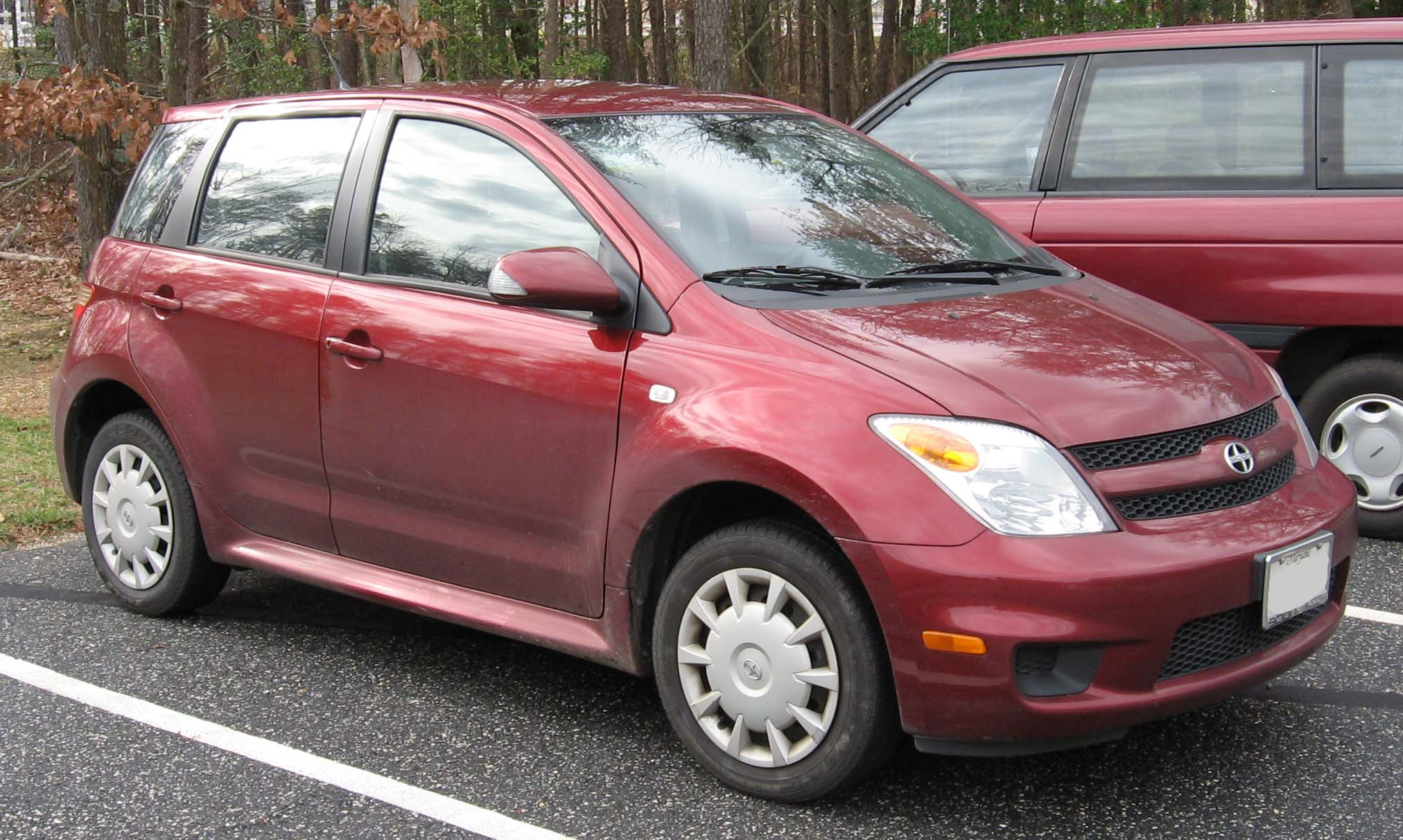
Scion xA uit 2006.

Scion (Japans: サイオン) was een niche-automerk van het Japanse autoconcern Toyota. Zij begonnen in 2003 met het merk om een jonger cliënteel aan te trekken in de VS. Scion is een goedkoop merk dat nog onder Toyota zelf gepositioneerd was. Het merk werd enkel verkocht in de Verenigde Staten. Het woord scion betekent afstammeling van en wordt uitgesproken als saay-on. Op 3 februari 2016 werd het merk opgeheven. De modellen die toen te koop waren werden verkocht als Toyota-model of geschrapt. 

## Geschiedenis
In het begin van de jaren 2000 merkte Toyota dat het marktaandeel aan het verliezen was bij het jongere publiek in de Verenigde Staten. Het concern besloot een nieuw merk te introduceren dat zich specifiek op die doelgroep zou richten. Op 27 maart 2003 werd Scion gelanceerd op de New York International Auto Show met de Scion bbX- en ccX-conceptauto's. De eerste productiemodellen, de Scion xA en Scion xB, voor modeljaar 2004 sloegen onmiddellijk aan bij de doelgroep. Mensen in de 20 en 30 die een kwalitatieve én goedkope auto zochten, werden door Scion aangetrokken. De kleine hoekige Scions hadden een futuristische stijl en werden rijkelijk uitgerust. Daarbij was er een gevulde optielijst en een correcte prijsopgave. Zowel de xA en de xB als de in 2005 geïntroduceerde tC worden gebouwd in Japan. Klanten kiezen op voorhand een model, overbrenging en kleur en kiezen daarbij uit een veertigtal toebehoren ter personalisering. Voor modeljaar 2008 staat de introductie van de Scion xD gepland. Intussen is de xB de best verkopende Scion met ongeveer 40%. De Scion xB was op de Japanse markt al langer verkrijgbaar als Toyota bB. De tweede generatie van de Toyota bB is sinds 2007 in gewijzigd uiterlijk bij ons leverbaar als Daihatsu Materia. De tweede generatie van de Scion xB is echter een ander model. In 2006 verkocht Scion meer dan 151.000 voertuigen. Het merk wil die verkoop in 2007 beperken tot 150.000 eenheden. Door het aanbod te verschaarsen wil Toyota het niche-imago van het merk behouden.

## Modellen
- 2003-2006: Scion xA
- 2003-2015: Scion xB
- 2004-2015: Scion tC
- 2007-2014: Scion xD
- 2012-2015: Scion iQ
- 2012-2016: Scion FR-S
- 2014-2016: Scion iA
- 2015-2016: Scion iM